# Municipio de Willis (Arkansas)
El municipio de Willis (en inglés: Willis Township) es un municipio ubicado en el condado de Poinsett en el estado estadounidense de Arkansas. En el año 2010 tenía una población de 8670 habitantes y una densidad poblacional de 63,25 personas por km².

## Geografía
El municipio de Willis se encuentra ubicado en las coordenadas 35°39′41″N 90°31′23″O / 35.66139, -90.52306. Según la Oficina del Censo de los Estados Unidos, el municipio tiene una superficie total de 137.07 km², de la cual 135,96 km² corresponden a tierra firme y (0,81 %) 1,11 km² es agua.

## Demografía
Según el censo de 2010, había 8670 personas residiendo en el municipio de Willis. La densidad de población era de 63,25 hab./km². De los 8670 habitantes, el municipio de Willis estaba compuesto por el 91,31 % blancos, el 5,82 % eran afroamericanos, el 0,33 % eran amerindios, el 0,29 % eran asiáticos, el 1,14 % eran de otras razas y el 1,1 % eran de una mezcla de razas. Del total de la población el 2,46 % eran hispanos o latinos de cualquier raza.